# Baoting
Baoting, tidigare romaniserat Paoting, är ett autonomt härad för li- och miaofolket i Hainan-provinsen i sydligaste Kina.